# Vinagre
 (décembre 2015).
Si vous disposez d'ouvrages ou d'articles de référence ou si vous connaissez des sites web de qualité traitant du thème abordé ici, merci de compléter l'article en donnant les références utiles à sa vérifiabilité et en les liant à la section « Notes et références ».
Vinagre est un client VNC, RDP, SSH et SPICE pour l'environnement de bureau GNOME. Il est inclus dans GNOME depuis la version 2.22.
Il permet de gérer plusieurs connexions simultanées à des hôtes distants. Il est possible de stocker des paramètres régulièrement utilisés par utilisation de favoris. La compression des flux est présente dans le logiciel depuis la version 2.29. Pour la sortie de la version 2.30, l'utilisation d'un tunnel SSH pour se connecter aux hôtes a été améliorée, l'ajout d'une fonctionnalité de copier/coller a aussi été ajoutée.
Depuis la version 3.0 du bureau GNOME, Vinagre supporte le transfert de fichier et l'audio[réf. nécessaire]. Depuis 2012, Vinagre supporte le protocole RDP et peut se connecter à des machines utilisant Windows.